# Eva Czemerys

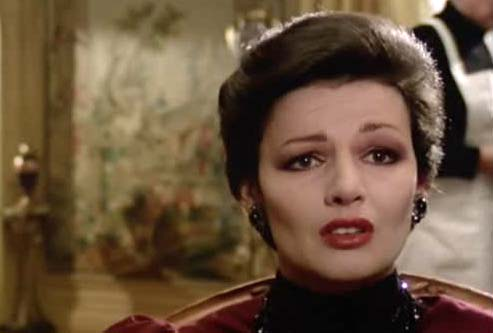

Eva Czemerys (* 1940 in München; † 1996 in Rom) war eine Schauspielerin. Sie wirkte hauptsächlich in Italien.
Czemerys wurde als Tochter von russischen Eltern in München geboren. Sie zogen aber bereits ein Jahr später nach Rom. Sie studierte Schauspielerei und debütierte 1971 in Bella di giorno moglie di notte. Sie spielte vor allem in italienischen Komödien und Giallo-Filmen. Ihr Schaffen umfasst 19 Produktionen.
Czemerys beendete Mitte der 1980er Jahre ihre Karriere und konzentrierte sich auf ihre Ehrenämter. Sie starb 1996 an Krebs.

## Filmografie
- 1971: Bella di giorno moglie di notte
- 1972: Cristiana monaca indemoniata (La vocazione)
- 1972: La gatta in calore
- 1972: Hochzeitsnacht-Report
- 1972: Der lange Schwarze mit dem Silberblick (All'onorevole piacciono le donne)
- 1972: Die Waffe, die Stunde, das Motiv (L'arma l'ora il movent)
- 1972: Poppea, die Hure von Rom – Messalina II (Poppea, una prostituta al servizio dell’impero)
- 1973: 24 ore… non un minuto di più
- 1973: Fünf Rätsel zum Tod (Una vita lunga un giorno)
- 1973: Mädchen im Knast (Diario segreto da un carcere femminile)
- 1973: Sedicianni
- 1974: L’assassino ha riservato nove poltrone
- 1974: Il figlio della sepolta viva
- 1974: Juegos de sociedad
- 1974: Morbosità
- 1975: Roma drogata: la polizia non può intervenire
- 1975: Warum mußte Staatsanwalt Traini sterben? (Perché si uccide un magistrato)
- 1983: The Riffs II – Flucht aus der Bronx (Fuga dal Bronx)
- 1985: Gefährliche Leidenschaften (Le feu sous la peau)